# Metka Bučarová
Metka Bučarová (slovinsky Metka Bučar, rozená Margaritha Maria Victoria Hahm,
24. srpna 1903 Divača, Rakousko-Uhersko – 13. července 1988 Lublaň, SFRJ) byla slovinská herečka.

## Život
Její otec pracoval jako železničář, matka Matilda, rozená Kržišnik, pracovala v domácnosti. V raném dětství se rodina kvůli práci otce přestěhovala do Jesenic, kde navštěvovala základní školu a nižší střední školu. V rodině se jí říkalo Greta. Po první světové válce si nechala změnit jméno na Metka.
V 19 letech se přestěhovala do Lublaně, kde pracovala v Poštovní spořitelně. V roce 1925 si vzala za manžela Danila Bučara, který se též přistěhoval do Lublaně. V roce 1927 se jim narodila dcera Neda. Po narození dcery pracovala ve Svatojakubském divadle.
Během druhé světové války bylo divadlo zavřeno, pět členů divadla bylo zatčeno a zastřeleno. Někteří členové divadla přešli k partyzánům, kde tři z nich padli v boji.
V letech 1947–1949 vystupovala jako členka dramatického sboru Slovinského národního divadla. Objevila se v několika prvních slovinských filmech. Ve filmech a v televizi hrála až do roku 1973. Po smrti manžela se neukazovala na veřejnosti a udržovala kontakt pouze s rodinou a několika přáteli.